# Nellie Tayloe Ross
Nellie Tayloe Ross, född 29 november 1876, död 19 december 1977, var en amerikansk demokratisk politiker. Hon var guvernör i Wyoming 1925-1927. Hon var den första kvinnliga guvernören i USA:s historia och är den enda kvinnan som har tjänstgjort som guvernör i Wyoming.

## Biografi
Nellie Tayloe var gift med William B. Ross, guvernör i Wyoming 1923-1924. Hennes man avled i ämbetet. Frank E. Lucas, som efterträdde William B. Ross, var republikan. Demokraterna saknade en kandidat i det stundande guvernörsvalet och Nellie Tayloe Ross gick med på att vara partiets kandidat även om hon helt och hållet vägrade att föra kampanj. Hon vann i alla fall valet och tillträdde 5 januari 1925 som guvernör i Wyoming. Hon blev USA:s första valda kvinnliga guvernör (Carolyn B. Shelton och Soledad C. Chacón hade dock innan dess tjänstgjort som ställföreträdande guvernörer). Hon kandiderade till omval men förlorade 1926 års guvernörsval knappt mot Frank Emerson. Hon efterträddes av Emerson i början av 1927.
Nellie Tayloe Ross grav finns på Lakeview Cemetery i Cheyenne.